# Merce Terreros
Merce Terreros (ur. w 1980) – andorska lekkoatletka, tyczkarka i młociarka.
Była rekordzistka kraju w skoku o tyczce oraz rzucie młotem.